# Radenthein
Radenthein osztrák város Karintia Spittal an der Drau-i járásában. 2016 januárjában 5925 lakosa volt. 

## Elhelyezkedése

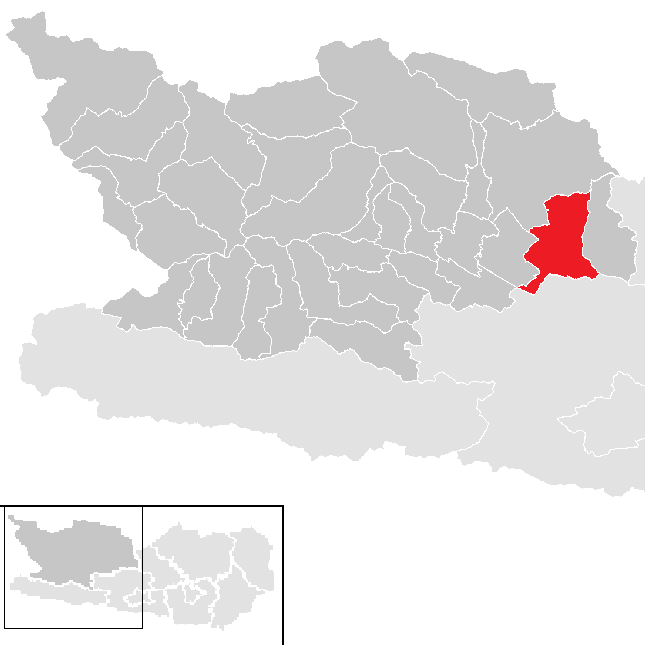
Radenthein a Spittali járásban

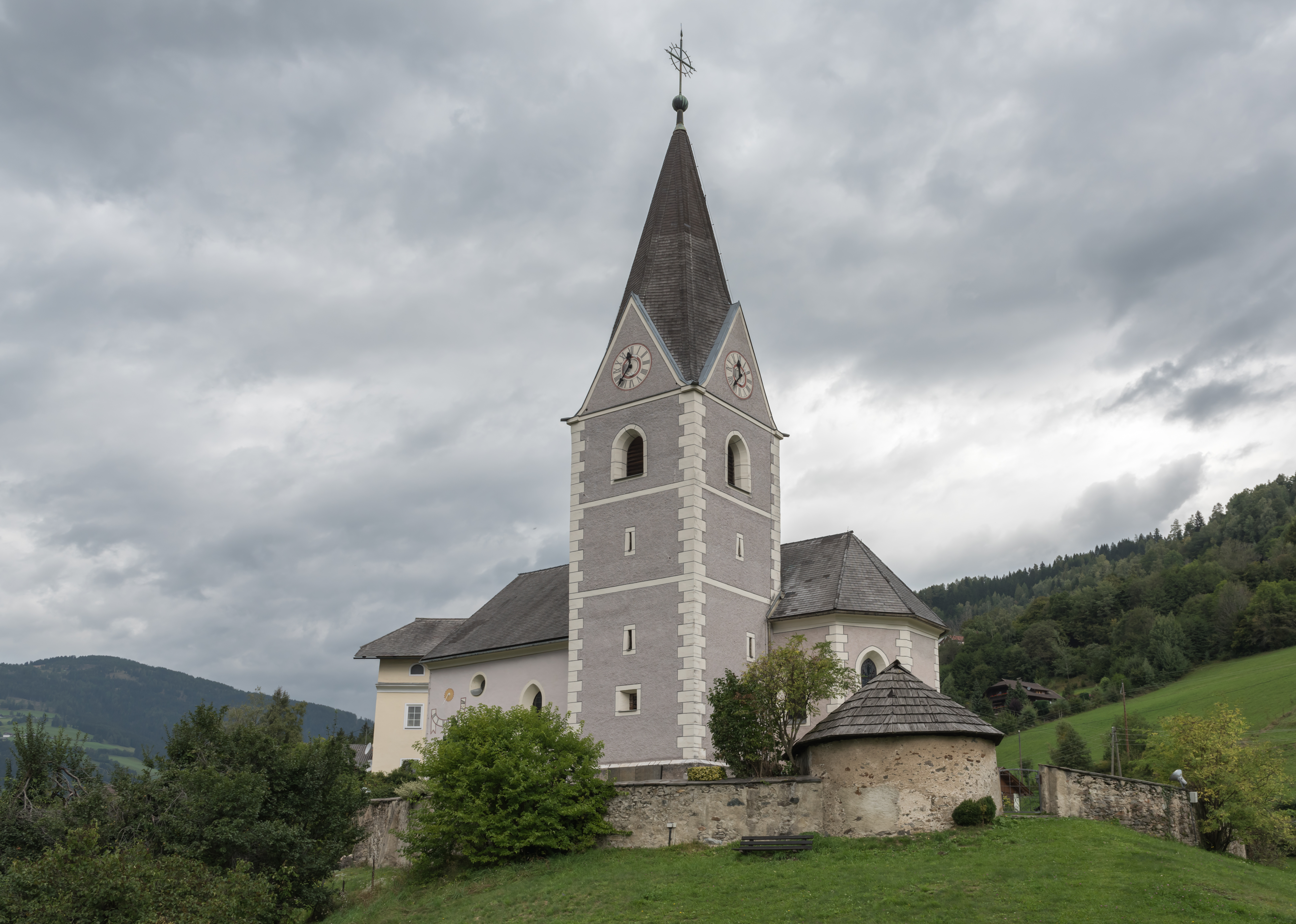
A twengi Szt. péter-templom

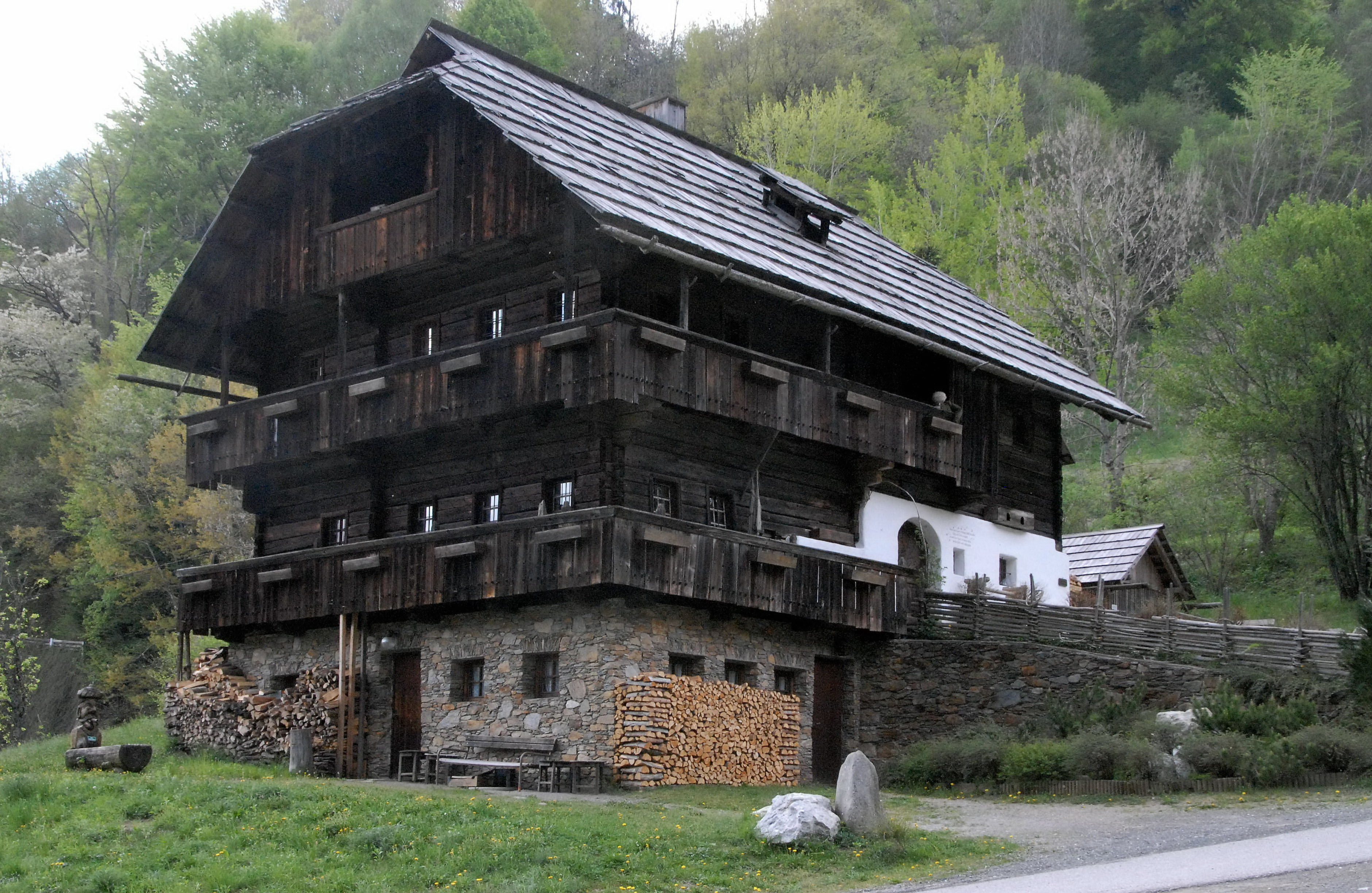
A Türkhaus

Radenthein Karintia középső részén fekszik, a Gegendtal völgyében, északkeletre a Milstatti-tótól, a Nockberge hegység tövében. Az önkormányzat 16 falut és egyéb települést fog össze: Dabor (140 lakos), Döbriach (1252), Ebene (24), Erdmannsiedlung (301), Frischg (48), Hohensaß (97), Kaning (518), Laufenberg (87), Mitterberg (17), Obertweng (84), Radenthein (1913), Sankt Peter (392), Schrott (82), Starfach (175), Untertweng (767), Zödl (55).
A környező települések: nyugatra Millstatt am See, északra Krems in Kärnten, keletre Bad Kleinkirchheim, délre Feld am See és Ferndorf. 

## Története
Radentheint először 1177-ben említik, mint "villa Ratentim cum capella"-t. Döbriachban és Kaningban ezer évvel korábbi épületek alapjait is megtalálták. A település és környéke egészen a 15. századig a millstatti apátság birtokában volt. 
A bányászat a középkor óta a helyi gazdaság egyik alappillére. Ekkor még vasat bányásztak majd a 18. század végétől kohókban fel is dolgozták az ércet. Jelentős volt a féldrágakő gránát bányászata is, majd 1904-ben a közelben magnezitre bukkantak. Az ásvány kitermelésére osztrák-amerikai vegyes vállalat alapult. A munkalehetőségnek köszönhetően 1900 és 1910 között a település lakossága megduplázódott. A cég igazgatója, Emil Winter finanszírozta a város első úszómedencéjének építését is. 
Az önkormányzat 1850-ben jött létre. Radenthein 1930-ban mezővárosi, 1995-ben pedig városi státuszt kapott. 1973-ban hozzácsatolták az addig önálló Kaningot. 

## Lakosság
A radentheini önkormányzat területén 2016 januárjában 5925 fő élt, ami jelentős visszaesést jelent a 2001-es 6620 lakoshoz képest. A város lakossága 1971 óta fogyik, akkor elérte a 7260-at. 2001-ben a helybeliek 96,2%-a volt osztrák állampolgár. 62,7%-uk katolikusnak, 28,1% evangélikusnak, 1,1% muszlimnak, 7,2% pedig felekezeten kívülinek vallotta magát. 

## Látnivalók
- a Szt. Miklós-plébániatemplom. Első említése 1177-ből származik. Eredetileg román és gótikus, mai formájában 17. századi.
- az 1953-ban épült evangélikus templom
- a twengi Szt. Péter-templom. A 15. században a török betörések miatt megerődítették. 1951-ben teljesen leégett, két évvel később újjáépítették.
- a kaningi Türkhaus, egy háromszintes faház és a hét, kb. 200 éves vízimalmot felkereső malomösvény.
- a Granatium gránátmúzeum
- a döbriachi Sagamundo, karintiai népmesemúzeum

## Testvértelepülések
- Weiler (Schorndorf városrésze), Németország
- Ampezzo, Olaszország

## Fordítás
- Ez a szócikk részben vagy egészben  a   Radenthein című német Wikipédia-szócikk ezen változatának fordításán alapul.  Az eredeti cikk szerkesztőit annak laptörténete sorolja fel. Ez a jelzés csupán a megfogalmazás eredetét és a szerzői jogokat jelzi, nem szolgál a cikkben szereplő információk forrásmegjelöléseként.